# Pokojovice
Pokojovice (en allemand : Pokojowitz) est une commune du district de Třebíč, dans la région de Vysočina, en République tchèque. Sa population s'élevait à 114 habitants en 2024.

## Géographie
Pokojovice se trouve à 10 km à l'ouest de Třebíč, à 22,5 km au sud-est de Jihlava et à 136 km au sud-est de Prague.
La commune est limitée par Heraltice à l'ouest et au nord, par Hvězdoňovice à l'est, par Markvartice et Chlístov au sud, et par Předín au sud-ouest.

## Histoire
La première mention écrite de la localité date de 1090.

## Transports
Par la route, Pokojovice se trouve à 11 km de Třebíč, à 24 km de Jihlava et à 156 km de Prague.